# 洪式闾

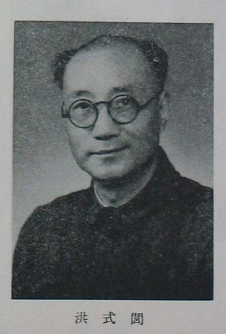

洪式闾（1894年5月4日—1955年4月24日），男，浙江乐清人，中国寄生虫学家。中国寄生虫学的开拓者。

## 生平
1917年毕业于北京医学专门学校，曾在德国留学。回国后，任北京医学专门学校教授，北京医科大学校长，浙江省政务委员会直辖广济医院院务委员会主任，私立热带病研究所所长，南通学院寄生虫学教授兼医科主任，江苏医学院寄生虫研究所主任等职务。1946年，接任國立臺灣大學熱帶醫學研究所所長至1948年。
1949年后，担任浙江省人民委员会委员，浙江省卫生厅厅长，浙江医学院院长，浙江卫生实验院院长，中央卫生研究院华东分院院长等职。1954年，当选第一届全国人民代表大会代表。
1955年4月24日，因高血壓腦溢血復發治療無效在杭州逝世。

## 研究
洪式闾发明了基础膜染色法、钩虫卵定量法（即“洪氏钩虫卵测量法”），至今仍为世界各国所采用。在虫体学方面，他曾亲自到浙江萧山湘湖的姜片虫病流行区反复调查研究，否定了姜片虫病有许多种的错误论点。1929年应日本九州医学会邀请，出席该会演讲“关于姜片虫的研究”。1950年曾代表中国医学科学界出席捷克斯洛伐克第六届微生物学会议。